# Ulugh Beg
Ulugh Beg (khoảng 1393 đến 1394 ở Sultaniyeh (Ba Tư)–27 tháng 10, 1449) là một hoàng đế của Đế quốc Timur (nay thuộc Trung Đông và một phần nhỏ của Đông Âu, và là một nhà toán học và thiên văn học. Ông là cháu của nhà chinh phạt Timur. Ulugh Beg cũng là con trưởng của Shahrukh Mirza và Goharsad.
Tên thật của Ulugh Beg Mīrzā Mohammad Tāregh bin Shāhrokh (Ulugh Beg). Trong giai đoạn 1417 đến 1420, ông đã xây dựng một ngôi trường đại học nằm ở Samarkand (ngày nay thuộc Uzbekistan) và đã mời rất nhiều nhà thiên văn, toán học người Hồi giáo tới để giảng dạy. Năm 1428, Ulugh Beg đã xây dựng một đài thiên văn rất lớn có tên là Gurkhani Zij. Đài thiên văn này đã được trang bị một thước sextant rất là lớn với bán kính gần 36m, cho phép đo đạc vị trí các thiên thể với độ chính xác rất lớn (thời đó chưa có kính thiên văn).